# Simning vid världsmästerskapen i simsport 2024 – Herrarnas 200 meter ryggsim
Herrarnas 200 meter ryggsim vid världsmästerskapen i simsport 2024 avgjordes mellan den 15 och 16 februari 2024 i Aspire Dome i Doha i Qatar.
Spanske Hugo González tog guld efter ett lopp på 1 minut och 55,30 sekunder. Silvret togs av schweiziske Roman Mityukov och bronset togs av sydafrikanske Pieter Coetze.

## Rekord
Inför tävlingens start fanns följande världs- och mästerskapsrekord:
|                   | Namn          | Nation | Tid     | Ort          | Datum        |
| ----------------- | ------------- | ------ | ------- | ------------ | ------------ |
| Världsrekord      | Aaron Peirsol | USA    | 1.51,92 | Rom, Italien | 31 juli 2009 |
| Mästerskapsrekord | Aaron Peirsol | USA    | 1.51,92 | Rom, Italien | 31 juli 2009 |

## Resultat

### Försöksheat
Försöksheaten startade den 15 februari klockan 09:56.
| Placering | Heat | Bana | Namn                  | Nationalitet   | Tid     | Noteringar |
| --------- | ---- | ---- | --------------------- | -------------- | ------- | ---------- |
| 1         | 2    | 3    | Apostolos Siskos      | Grekland       | 1.56,64 | 0Q0, 0NR0  |
| 2         | 4    | 7    | Kai van Westering     | Nederländerna  | 1.57,29 | 0Q0        |
| 3         | 2    | 5    | Pieter Coetze         | Sydafrika      | 1.57,90 | 0Q0        |
| 4         | 4    | 4    | Roman Mityukov        | Schweiz        | 1.58,03 | 0Q0        |
| 5         | 2    | 2    | Ádám Telegdy          | Ungern         | 1.58,07 | 0Q0        |
| 6         | 3    | 3    | Ksawery Masiuk        | Polen          | 1.58,20 | 0Q0        |
| 7         | 4    | 6    | Luke Greenbank        | Storbritannien | 1.58,23 | 0Q0        |
| 8         | 3    | 4    | Bradley Woodward      | Australien     | 1.58,26 | 0Q0        |
| 9         | 3    | 5    | Lee Ju-ho             | Sydkorea       | 1.58,29 | 0Q0        |
| 10        | 2    | 7    | Lukas Märtens         | Tyskland       | 1.58,45 | 0Q0        |
| 11        | 4    | 5    | Jack Aikins           | USA            | 1.58,50 | 0Q0        |
| 12        | 3    | 6    | Brodie Williams       | Storbritannien | 1.58,72 | 0Q0        |
| 13        | 3    | 7    | Osamu Kato            | Japan          | 1.58,82 | 0Q0        |
| 14        | 4    | 3    | Hugo González         | Spanien        | 1.59,00 | 0Q0        |
| 15        | 3    | 1    | Raben Dommann         | Kanada         | 1.59,10 | 0Q0        |
| 16        | 4    | 1    | John Shortt           | Irland         | 1.59,27 | 0Q0        |
| 17        | 2    | 1    | Yeziel Morales        | Puerto Rico    | 1.59,38 |            |
| 18        | 4    | 8    | Kaloyan Levterov      | Bulgarien      | 1.59,42 |            |
| 19        | 2    | 6    | Lorenzo Mora          | Italien        | 1.59,80 |            |
| 20        | 3    | 0    | Ziyad Ahmed           | Sudan          | 2.00,53 |            |
| 21        | 2    | 8    | Erikas Grigaitis      | Litauen        | 2.01,32 |            |
| 22        | 1    | 5    | Yegor Popov           | Kazakstan      | 2.01,61 |            |
| 23        | 2    | 4    | Oleksandr Zjeltiakov  | Ukraina        | 2.01,81 |            |
| 24        | 1    | 4    | Denis-Laurean Popescu | Rumänien       | 2.02,05 |            |
| 25        | 3    | 8    | Primož Šenica         | Slovenien      | 2.04,11 |            |
| 26        | 4    | 9    | Denilson Cyprianos    | Zimbabwe       | 2.04,70 |            |
| 27        | 2    | 9    | Farrel Tangkas        | Indonesien     | 2.05,49 |            |
| 28        | 4    | 0    | Patrick Groters       | Aruba          | 2.06,10 |            |
| 29        | 3    | 9    | Diego Camacho Salgado | Mexiko         | 2.07,00 |            |
| 30        | 1    | 3    | Alexis Kpade          | Benin          | 2.07,25 |            |
| 31        | 1    | 6    | Ahmad Safie           | Libanon        | 2.08,37 |            |
| 32        | 2    | 0    | Trần Hưng Nguyên      | Vietnam        | 2.08,71 |            |
| 33        | 1    | 2    | Zeke Chan             | Brunei         | 2.12,94 |            |
| —         | 3    | 2    | Apostolos Christou    | Grekland       | 0DNS0   | 0DNS0      |
| —         | 4    | 2    | Andrew Jeffcoat       | Nya Zeeland    | 0DNS0   | 0DNS0      |

### Semifinaler
Semifinalerna startade den 15 februari klockan 20:33.
| Placering | Heat | Bana | Namn              | Nationalitet   | Tid     | Noteringar |
| --------- | ---- | ---- | ----------------- | -------------- | ------- | ---------- |
| 1         | 2    | 7    | Jack Aikins       | USA            | 1.56,32 | 0Q0        |
| 2         | 1    | 1    | Hugo González     | Spanien        | 1.56,38 | 0Q0        |
| 3         | 2    | 2    | Lee Ju-ho         | Sydkorea       | 1.56,40 | 0Q0        |
| 4         | 2    | 3    | Ádám Telegdy      | Ungern         | 1.56,65 | 0Q0        |
| 5         | 1    | 5    | Roman Mityukov    | Schweiz        | 1.56,72 | 0Q0        |
| 6         | 2    | 4    | Apostolos Siskos  | Grekland       | 1.56,82 | 0Q0        |
| 7         | 1    | 4    | Kai van Westering | Nederländerna  | 1.56,91 | 0Q0        |
| 8         | 2    | 5    | Pieter Coetze     | Sydafrika      | 1.57,07 | 0Q0        |
| 9         | 2    | 6    | Luke Greenbank    | Storbritannien | 1.57,29 |            |
| 10        | 1    | 3    | Ksawery Masiuk    | Polen          | 1.57,48 |            |
| 11        | 1    | 6    | Bradley Woodward  | Australien     | 1.57,58 |            |
| 12        | 1    | 7    | Brodie Williams   | Storbritannien | 1.58,23 |            |
| 13        | 1    | 2    | Lukas Märtens     | Tyskland       | 1.58,24 |            |
| 14        | 1    | 8    | John Shortt       | Irland         | 1.58,47 | 0NR0       |
| 15        | 2    | 1    | Osamu Kato        | Japan          | 1.58,97 |            |
| 16        | 2    | 8    | Raben Dommann     | Kanada         | 2.00,75 |            |

### Final
Finalen startade den 16 februari klockan 19:59.
| Placering | Bana | Namn              | Nationalitet  | Tid     | Noteringar |
| --------- | ---- | ----------------- | ------------- | ------- | ---------- |
| 1         | 5    | Hugo González     | Spanien       | 1.55,30 |            |
| 2         | 2    | Roman Mityukov    | Schweiz       | 1.55,40 |            |
| 3         | 8    | Pieter Coetze     | Sydafrika     | 1.55,99 |            |
| 4         | 4    | Jack Aikins       | USA           | 1.56,21 |            |
| 5         | 3    | Lee Ju-ho         | Sydkorea      | 1.56,38 |            |
| 6         | 7    | Apostolos Siskos  | Grekland      | 1.56,64 |            |
| 7         | 6    | Ádám Telegdy      | Ungern        | 1.56,66 |            |
| 8         | 1    | Kai van Westering | Nederländerna | 1.57,19 |            |